# Parrita
Parrita es el distrito primero, y único, así como ciudad cabecera del cantón de Parrita, en la provincia de Puntarenas, de Costa Rica.
Al ser el único distrito del cantón, ocupa la totalidad del área del mismo, situación que no ocurre con ningún otro cantón en el país.

## Historia
El cantón de Parrita fue creado el 4 de agosto de 1971 mediante el Decreto Ejecutivo n.º 1898-G. Desde entonces forma parte de la provincia de Puntarenas como una unidad administrativa independiente.

## Geografía
Parrita cuenta con un área de 483,22 km² y una altitud media de 4 m s. n. m.

## Demografía
Para el año 2022, Parrita cuenta con una población estimada de 20 068 habitantes, y para el último censo efectuado, en 2011, Parrita contaba con una población de 16 115 habitantes.

## Localidades
- Barrios: Julieta, Pueblo Nuevo.
- Poblados: Alto Camacho, Ángeles, Bajos Jicote, Bambú, Bandera, Barbudal, Bejuco, Boca del Parrita, Carmen (parte), Chires, Chires Arriba, Chirraca Abajo, Chirraca Arriba, Esterillos Centro, Esterillos Este, Esterillos Oeste, Fila Surubres, Guapinol, Higuito, I Griega, Isla Damas, Isla Palo Seco, Jicote, Loma, Mesas, Palmas, Palo Seco, Pirrís, Playa Palma, Playón, Playón Sur, Pirrís (Las Parcelas), Pocares, Pocarito, Porvenir, Punta Judas, Rincón Morales, Río Negro (parte), Río Seco, San Antonio, San Bosco, San Gerardo, San Isidro, San Juan, San Julián, San Rafael Norte, Sardinal, Sardinal Sur, Surubres, Teca, Tigre, Turbio, Valle Vasconia, Vueltas.

## Transporte

### Carreteras
Al distrito lo atraviesan las siguientes rutas nacionales de carretera:
- Ruta nacional 34
- Ruta nacional 239
- Ruta nacional 301
- Ruta nacional 318
- Ruta nacional 607
- Ruta nacional 609